# Triller (app)
Triller es un servicio estadounidense de creación de videos y redes sociales propiedad de Proxima Media. Permite a los usuarios editar y sincronizar automáticamente sus videos con pistas de fondo utilizando inteligencia artificial (IA). Triller se lanzó para iOS y Android en 2015, y actualmente está dirigido por el presidente y director ejecutivo Mike Lu. La aplicación cuenta con usuarios famosos, incluidos The Weeknd y Justin Bieber.
La empresa afirma tener más de 250 millones de descargas, aunque esta cifra se está revisando actualmente. Triller también ha sido criticado por pagar a sus creadores de contenido para que se alejen de su aplicación rival TikTok. En julio de 2020, Triller demandó a la empresa matriz de TikTok, ByteDance, por infracción de patente. Hasta la fecha, Triller ha recaudado más de $ 100 millones de varios bancos de inversión, inversionistas ángeles y estudios de Hollywood. En agosto de 2020, Triller se convirtió en la aplicación número uno descargada en la App Store de Estados Unidos. En medio de amenazas de una prohibición de TikTok por parte de la administración Trump.

## Historia
Triller fue lanzado en 2015 por los cofundadores David Leiberman y Sammy Rubin. La aplicación era originalmente un servicio de edición de video, que utilizaba inteligencia artificial para editar automáticamente distintos clips en videos musicales. Más tarde lanzaron Triller Famous, una página dentro de la aplicación que presentaba selecciones seleccionadas de videos de usuarios. En 2016, la aplicación se convirtió en un servicio de redes sociales al permitir a los usuarios seguirse y compartir sus videos públicamente. La empresa tiene su sede en Los Ángeles, California.

## Características
La aplicación Triller permite a los usuarios crear videos musicales, parodias y videos de sincronización de labios que contienen música de fondo. La característica principal de la aplicación es su herramienta especial de edición automática, que utiliza inteligencia artificial para unir automáticamente clips de video separados sin que el usuario tenga que hacerlo él mismo. Los videoclips separados se crean con la misma música de fondo, pero los usuarios pueden grabar múltiples tomas con diferentes filtros o ediciones cada vez. Una vez que la herramienta de edición automática une los clips individuales, los usuarios pueden reorganizar y reemplazar los clips como desee. Los usuarios también pueden personalizar videos aplicando filtros y texto.
Al crear un video, los usuarios pueden optar por hacer un video musical o un video social. Un video musical permite a los usuarios agregar música y recortar el audio según sus preferencias personales. A diferencia de la opción de video musical, un video social no requiere que el usuario agregue música de fondo. La herramienta de edición automática de la aplicación solo se usa al hacer videos musicales, ya que usa la pista de fondo para ayudar a organizar y sincronizar los clips.
Los videos incompletos que aún no se han compartido aparecen en la carpeta Proyectos de un usuario. Una vez finalizado, un video se puede compartir con otros usuarios de la aplicación o mediante plataformas de redes sociales como Instagram, Twitter, WhatsApp, Facebook y Youtube. Cualquier video en Triller también se puede descargar o compartir a través de enlaces, mensajes de texto o mensajes directos dentro de la aplicación. Los mensajes directos se dividen en mensajes recibidos por personas a las que un usuario está "siguiendo" y "otros".
La página Trills funciona de manera similar a la página Reels de Instagram o la página For You de TikTok. Muestra creadores de contenido famosos y sus videos, incluidos creadores como Charli D’Amelio, Dixie D’Amelio, Marshmello, Major Lazer y más. Esta página también muestra los videos del momento de otros usuarios. La página "Siguiente" muestra solo los videos publicados por personas que el usuario sigue. La página Trending Top Videos presenta diferentes desafíos o tendencias que se están volviendo virales en la aplicación, junto con los videos más vistos y que más me gustan. La página Actividad muestra nuevos seguidores y Me gusta, comentarios o respuestas recientes en los videos de un usuario. La aplicación Triller contiene una página de Descubrimiento en la que los usuarios pueden elegir su música de las listas de tendencias, pero los usuarios también pueden conectar su cuenta de Apple Music o importar su propia música desde su dispositivo.

## Estadísticas de usuarios
En octubre de 2020, el CEO de Triller, Mike Lu, declaró que la aplicación tiene 100 millones de usuarios activos mensuales. Triller ha atraído a usuarios famosos como Chance the Rapper, Justin Bieber, Marshmello, The Weeknd, Alicia Keys, Cardi B, Eminem, Post Malone y Kevin Hart. La aplicación también es utilizada por estrellas de TikTok como Charli D’Amelio, Josh Richards, Noah Beck, Griffin Johnson y Dixie D’Amelio.
Con un total de 250 millones de descargas de aplicaciones en todo el mundo, Triller tiene usuarios de todo el mundo. La aplicación se ha descargado 23,8 millones de veces en los EE. UU. Una gran cantidad de descargas provienen de India, donde TikTok ha sido prohibido, así como de varios países europeos y africanos.

## Controversias

### Pagando por talento
Con el fin de atraer talento a su plataforma y robar a los creadores de contenido de la plataforma rival de redes sociales TikTok, Triller ha sido criticado por proporcionar a sus creadores grandes sumas de dinero y capital en la empresa. Triller ha hecho un trato con las estrellas de TikTok, The Sway Boys, para publicar más en Triller que en TikTok y alentar a sus fanáticos a mudarse a Triller a cambio de acciones en la compañía y títulos de asesor de la compañía. Josh Richards, miembro de Sway House, se convirtió en el director de estrategia de Triller después de que las preocupaciones con respecto a los datos de los usuarios lo motivaron a buscar un "lugar seguro" para él y sus seguidores.

### Inflación de las estadísticas de descargas
En agosto de 2020, Triller afirmó tener alrededor de 250 millones de descargas en todo el mundo. La firma de análisis y datos móviles Apptopia ha argumentado que este número está inflado, lo que sugiere que la aplicación solo se ha descargado 52 millones de veces desde su lanzamiento en 2015. En respuesta, Triller amenazó con demandar a Apptopia por difundir información falsa. Apptopia decidió retractarse de su informe tras una serie de conversaciones con Triller.